# Chad Anderson
Chad Anderson (né le 16 juin 1982 à Chisago City, Minnesota aux États-Unis) est un joueur professionnel américain de hockey sur glace.

## Carrière de joueur
Après quelques saisons passées avec les Seawolves de l'Université de l'Alaska à Anchorage, il se joint aux Phantoms de Philadelphie au début de la saison 2007-2008 pour sa première saison complète au niveau professionnel. Il avait joué auparavant deux parties avec les Wranglers de Las Vegas au terme de la saison précédente.
En août 2008, il signe un contrat avec les Canadiens de Montréal. Il signe ensuite avec les Aces de l'Alaska pour la saison 2010-2011 et aide ce club à remporter la Coupe Kelly.

## Statistiques
| Saison    | Équipe                                            | Ligue |    | Saison régulière | Saison régulière | Saison régulière | Saison régulière | Saison régulière |   | Séries éliminatoires | Séries éliminatoires | Séries éliminatoires | Séries éliminatoires | Séries éliminatoires |
| Saison    | Équipe                                            | Ligue | PJ | B                | A                | Pts              | Pun              | PJ               | B | A                    | Pts                  | Pun                  |                      |                      |
| 2000-2001 | Storm de Tri-City                                 | USHL  | 50 | 0                | 1                | 1                | 34               | 7                | 0 | 1                    | 1                    | 2                    |                      |                      |
| 2001-2002 | Storm de Tri-City                                 | USHL  | 60 | 3                | 10               | 13               | 53               | -                | - | -                    | -                    | -                    |                      |                      |
| 2002-2003 | Storm de Tri-City                                 | USHL  | 60 | 8                | 20               | 28               | 119              | 3                | 0 | 0                    | 0                    | 10                   |                      |                      |
| 2003-2004 | Seawolves de l'Université de l'Alaska à Anchorage | NCAA  | 38 | 2                | 6                | 8                | 24               | -                | - | -                    | -                    | -                    |                      |                      |
| 2004-2005 | Seawolves de l'Université de l'Alaska à Anchorage | NCAA  | 36 | 4                | 11               | 15               | 46               | -                | - | -                    | -                    | -                    |                      |                      |
| 2005-2006 | Seawolves de l'Université de l'Alaska à Anchorage | NCAA  | 30 | 3                | 3                | 6                | 49               | -                | - | -                    | -                    | -                    |                      |                      |
| 2006-2007 | Seawolves de l'Université de l'Alaska à Anchorage | NCAA  | 34 | 7                | 13               | 20               | 96               | -                | - | -                    | -                    | -                    |                      |                      |
| 2006-2007 | Wranglers de Las Vegas                            | ECHL  | 2  | 0                | 0                | 0                | 0                | -                | - | -                    | -                    | -                    |                      |                      |
| 2007-2008 | Phantoms de Philadelphie                          | LAH   | 55 | 2                | 11               | 13               | 35               | 12               | 0 | 2                    | 2                    | 8                    |                      |                      |
| 2008-2009 | Bulldogs de Hamilton                              | LAH   | 56 | 5                | 2                | 7                | 55               | 5                | 0 | 2                    | 2                    | 6                    |                      |                      |
| 2009-2010 | Bulldogs de Hamilton                              | LAH   | 52 | 1                | 6                | 7                | 26               | 18               | 0 | 3                    | 3                    | 8                    |                      |                      |
| 2010-2011 | Aces de l'Alaska                                  | ECHL  | 67 | 4                | 25               | 29               | 77               | 13               | 2 | 3                    | 5                    | 15                   |                      |                      |
| 2010-2011 | Monsters du lac Érié                              | LAH   | 2  | 0                | 0                | 0                | 0                | -                | - | -                    | -                    | -                    |                      |                      |
| 2011-2012 | Aces de l'Alaska                                  | ECHL  | 56 | 5                | 19               | 24               | 53               | 10               | 1 | 2                    | 3                    | 14                   |                      |                      |

## Trophées et honneurs personnels
- 2011 : remporte la Coupe Kelly de l'ECHL avec les Aces de l'Alaska.

## Transactions en carrière
- 6 août 2008 : signe un contrat comme agent libre avec les Canadiens de Montréal[3].